# 瓜氨酸化

瓜氨酸化

瓜胺酸化（英語：Citrullination），也称为去亞胺基化（英語：deimination），是一种蛋白质翻译后修饰，通常由蛋白精胺酸脱亚氨酶（PADs）作用于蛋白质上精胺酸残基形成瓜胺酸残基。而游离的精胺酸由精胺酸脱亞胺酶（ADIs）转化为瓜胺酸。